# We Love Golf!
We Love Golf! (ウイーラブゴルフ!, Uī Rabu Gorufu!) é um vídeo game esportivo de 2007 desenvolvido pela Camelot e publicado pela Capcom para o Wii. O jogo foi lançado mundialmente em 2008.

## Jogabilidade
We Love Golf! é jogado balançando o Wii Remote como se fosse um taco de golfe. Existem vários campos de golfe no jogo, incluindo um resort de praia e uma ruína no deserto, bem como campos baseados em temas de piratas e doces.
O jogo permite que os jogadores usem avatares Mii como personagens jogáveis. Além disso, uma série de trajes podem ser desbloqueados com base em outras franquias da Capcom, incluindo Ace Attorney, Darkstalkers, Ghosts 'n Goblins, Resident Evil, Street Fighter e Zack & Wiki: Quest for Barbaros' Treasure. Os lançamentos europeu, norte-americano e australiano do jogo também apresentam jogabilidade online via Nintendo Wi-Fi Connection.

## Recepção
We Love Golf! recebeu críticas "geralmente favoráveis", de acordo com o agregador de críticas Metacritic. No Japão, a Famitsu deu a ele uma pontuação de um nove, um oito, um sete e um oito, para um total de 32 de 40.